# Cultures en transition
Pour plus de détails, voir Fiche technique et Distribution.
Cultures en transition (titre international: Voices of Transition) est un documentaire français écrit, réalisé et produit par Nils Aguilar, sorti en 2012. 
Le film met en garde contre les dangers contre les dépendances en agriculture d'intrants chimiques et de ressources énergétiques. Le film décrit des alternatives agricoles en France, le mouvement des Villes en transition et le changement de paradigme agricole à Cuba comme des exemples préfigurateurs d'un nouveau mode de production agricole, à petite échelle et décentralisé. La sortie en salles en Allemagne a eu lieu le 2 mai 2013, Le film a été édité en langue française par les Éditions Montparnasse. et il est distribué en seize langues par Milpa Films 

## Distinctions
- Meilleur Film Environnemental, The Colorado International Film Festival, 2014[7]
- Gagnant Prix du premier film, Oregon Film Awards, 2014[8]
- Premier Prix: Ecological Success Stories Ekotopfilm-Festival[9]

## Festivals
- Oregon International Film Awards, Winner First Time Director, 2014 [10]
- The Colorado International Film Festival, Best Environmental Film, 2014 [11]
- Festival Alimenterre France, 2013[12]
- DR Environmental Film Festival Santo Domingo, Dominican Republic, 2013[13]
- Filmambiente Rio de Janeiro, Brazil, 2013[14]
- Festival International du Film de l'Environnement FIFE Paris, France, 2013[15]
- Cinema Verde Festival Gainesville, Florida, 2013[16]
- Environmental Film Fest (in the Nation's capital) Washington, D.C., 2013[17]
- Greenme Festival im Vorfeld der Berlinale Berlin, Deutschland, 2013[18]
- Cinema Politica Canada, 2013[19]
- Festival des Libertés Brussels, 2012[20]

## Réception
Le professeur Uwe Schneidewind (de), économiste, directeur de l'Institut de Wuppertal pour le climat, l'environnement et l'énergie, au sujet du film : « Un chef d‘oeuvre! Il convainc autant par son contenu que par sa forme. »
Le professeur Niko Paech, économiste allemand, président de l'association pour une économie écologique (Vereinigung für Ökologische Ökonomie) a écrit : « J‘adore ce film, que j‘ai eu la chance de voir cinq fois, c’est-à-dire plus souvent que Blade runner ou High Noon. J'estime que c'est le meilleur film sur la thématique »
La physicienne et lauréate du prix Nobel alternatif indienne Vandana Shiva, a été citée avec les mots « Ce précieux film nous révèle une chose essentielle : il nous faut prendre en main notre destin ici et maintenant, sans attendre que les politiques nous concoctent les lois qu‘il nous faudrait », dans une interview accordée au réalisateur.
Rob Hopkins, fondateur britannique du mouvement de la transition a été cité en disant « Cultures en Transition élargit notre horizon mental, nous ouvre à de nouveaux possibles et nous offre une nouvelle vision, celle d’une agriculture véritablement durable. Ce film est un outil très puissant pour catalyser la transition culturelle ! »[réf. nécessaire] Selon Bill McKibben, journaliste et militant fondateur de 350.org, « ce film témoigne de notre capacité à effectuer une transition vers un nouveau monde – il suffit de faire le premier pas ! »[réf. nécessaire]